# Desiderami
Desiderami (Desire Me) è un film del 1947 diretto da Jack Conway, George Cukor, Mervyn LeRoy, Victor Saville (tutti non accreditati).

## Trama
Durante la seconda guerra mondiale, una giovane donna riceve la notizia che il marito, dopo un periodo di prigionia, è morto; nonostante l'ulteriore conferma di un compagno, fuggito dallo stesso campo di concentramento e giunto fino a lei, non vuole rassegnarsi. L'uomo in effetti ha mentito: si è innamorato della sconosciuta attraverso le parole di suo marito e vuole sposarla. Sarà ucciso, per legittima difesa, proprio dal "redivivo".